# Campylocheta malaisei
Campylocheta malaisei là một loài ruồi trong họ Tachinidae.